# Willy Borsus
Willy Borsus (ur. 4 kwietnia 1962 w Pessoux w gminie Ciney) – belgijski i waloński prawnik, polityk oraz samorządowiec, parlamentarzysta regionalny, od 2014 do 2017 minister na szczeblu federalnym, od 2017 do 2019 premier Walonii.

## Życiorys
Studiował prawo w IESN w Namurze. Pracował w jednej z belgijskich organizacji pozarządowych. W 1988 został radnym w Somme-Leuze, a po wyborach samorządowych w 1994 objął urząd burmistrza tej miejscowości. Był także radnym i przewodniczącym rady prowincji Namur, a w latach 2001–2004 doradcą regionalnego ministra Michela Foreta. Zaangażował się w działalność polityczną w ramach walońskich liberałów z Partii Reformatorsko-Liberalnej, współtworząc z nią później Ruch Reformatorski. Został wiceprzewodniczącym tego ugrupowania (2009), stanął też na czele jego struktur w prowincji. W 2004 zasiadł w parlamencie regionalnym i parlamencie wspólnoty francuskiej.
11 października 2014 powołany na stanowisko ministra ds. samozatrudnienia, małych i średnich przedsiębiorstw, rolnictwa i integracji społecznej rządzie federalnym, na czele którego stanął Charles Michel. Z rządu odszedł w lipcu 2017 w związku z powołaniem na urząd premiera Walonii w ramach koalicji liberałów i Centrum Demokratyczno-Humanistycznego. W 2019 i 2024 ponownie uzyskiwał mandat posła do Parlamentu Walońskiego.
13 września 2019 zakończył pełnienie funkcji premiera. W powstałym wówczas nowym rządzie, na czele którego stanął Elio Di Rupo, został wicepremierem odpowiedzialnym m.in. za gospodarkę, handel zagraniczny oraz rolnictwo. Zajmował to stanowisko do lipca 2024, w tym samym miesiącu objął urząd przewodniczącego regionalnego parlamentu.